# Nurmo
Nurmo – miejscowość w Finlandii włączona w 2009 roku do gminy Seinäjoki. W 2015 roku Nurmo zamieszkiwało 7402 osób.

## Lokalizacja
Nurmo znajduje się w regionie Ostrobotnia Południowa, w podregionie Seinäjoki oraz w gminie miasta Seinäjoki. Dawniej, za czasów istnienia gminy Nurmo, miejscowość należała do nieistniejącej już prowincji Finlandia Zachodnia. Miejscowość znajduje się 315 km na północ od stolicy Finlandii – Helsinek.